# Belöningsreformen

Kungl. Maj:ts Ordens emblem

Belöningsreformen är en svensk politisk process med syfte att se över det svenska offentliga belöningssystemet, och då särskilt användningen av de  svenska kungliga riddarordnarna. Processen startade 2018 på initiativ av Sveriges riksdag, och ledde efter utredning till att regeringen Kristersson i december 2022 beslutade om förordning (2022:1800) om Sveriges främsta utmärkelser.
Förordningen trädde i kraft den 1 januari 2023, och innebar att utdelandet av ordnar till svenska medborgare återigen blev möjligt. Därmed upphävdes 1974 års ordensreform. I mars 2024 beslutade kungen om de första svenska ordensförläningarna på 50 år. Beslutet fattades efter förslag från allmänheten, beredning av ordensrådet och på förord av regeringen. Den första ordensutdelningen skedde den 31 maj 2024. Vasaorden förlänades till medlemmar av ABBA samt Eva Rydberg. Nordstjärneordern utdelades till nobelpristagaren i fysik Anne L’Huillier samt nobelpristagaren i fysiologi eller medicin Svante Pääbo. 

## Bakgrund
Efter att ordensreformen trätt i kraft den 1 januari 1975 fortsatte de som ifrågasatte reformen med kritik och verkade för ett återinförande. De pekade på att det lett till att svenska medborgare uteslutits från att kunna motta svenska ordensutmärkelser samtidigt som utmärkelser som fyllde viktiga funktioner (Svärdsorden och Vasaorden) lagts vilande. Under 1990-talet lades riksdagsmotioner om att återuppta utdelandet av svenska ordnar till svenska medborgare fram vid flera riksmöten, men samtliga avslogs..
Under våren 2018 ägde diskussioner rum mellan Moderaterna och Socialdemokraterna, de första företrädda av Andreas Norlén och Tobias Billström och de senare av Björn von Sydow och Hans Ekström. Dessa samtal utmynnade i åtgärder för att samla ett stöd i riksdagens konstitutionsutskott för att genom ett samlat initiativ lösa flera frågor som rörde det offentliga belöningssystemet och Kungliga Hovstaterna.
Begreppet "belöningsreform" användes av regeringen på flera ställen i den proposition som överlämnades till riksdagen den 13 april 2022.

## Riksdagsbeslut om en översyn av ordensväsendet
Den 15 maj 2018 tillkännagav sex av riksdagens partier, (S, M, MP, C, L och KD) att en överenskommelse träffats kring att på nytt reformera ordensväsendet. Tillkännagivandet skedde genom en debattartikel i Svenska Dagbladet den 15 maj 2018. Överenskommelsen ledde till ett utskottsinitiativ som kom till uttryck i betänkandet 2017/18:KU28. Den 30 maj 2018 debatterades betänkandet i kammaren och voterades. Med 277 ja-röster mot 18 nej-röster beslutade kammaren i enlighet med konstitutionsutskottets förslag att riksdagen ställde sig bakom det som utskottet anförde om en översyn av det offentliga belöningssystemet och tillkännagav detta för regeringen.
Överenskommelsen innebar att en översyn av det offentliga belöningssystemet skulle genomföras av en parlamentariskt sammansatt kommitté enligt ett antal principer som angavs i betänkandet. Dessa kom till sedan till uttryck i det direktiv som regeringen beslutade om och som i allt väsentligt följde betänkandet 2017/18:KU28.

## Förtjänstutredningen
Den 19 november 2019 beslutade regeringen att tillkalla en parlamentarisk sammansatt kommitté med uppdrag att göra en översyn av det offentliga belöningssystemet och de allmänna flaggdagarna samt att överväga utformningen av anslaget till hovet. Som ordförande utsågs förutvarande talmannen Björn von Sydow. Samtliga partier i riksdagen representerades i kommittén och två förutvarande statsråd Tobias Billström och Karin Enström ingick i den. Kommittédirektiven framgår av Dir. 2019:76. Utredningen antog namnet Förtjänstutredningen. Uppdraget skulle slutredovisas senast den 15 juni 2021. Den 26 november 2020 beslutade regeringen att förlänga utredningstiden till och med september 2021.
Kommittén skulle ta fram författningsförslag för de ändringar i ordenskungörelsen som bedömdes nödvändiga för att återuppta tilldelandet av utmärkelser inom de vilande ordnarna Vasaorden och Svärdsorden. Det skulle också tas fram författningsförslag som medför att utmärkelser inom samtliga ordnar kan delas ut till svenska medborgare.
Översynen skulle också omfatta regeringens belöningsmedaljer och Utrikesdepartementets belöningsmedaljer, utmärkelsen Professors namn, den statliga utmärkelsen För nit och redlighet i rikets tjänst samt Försvarsmaktens medaljer och Polismyndighetens medaljer. Översynen skulle beakta de kungliga medaljerna. Jämställdhets- och mångfaldsaspekter avseende principer för tilldelning av belöningar skulle vägas in i översynen. Utredningen skulle granska möjligheterna för enskilda medborgare att nominera enskilda individer för belöning samt redovisa möjligheter att utvidga dessa. 
När det gällde ändringarna i ordenskungörelsen skulle författningsförslagen ha den inriktningen att beslut om utmärkelser inom ordnarna skulle meddelas av Kungl. Maj:ts Orden på förord av regeringen. Riksdagens tillkännagivande om en belöningsmedalj för särskilt berömvärda internationella insatser skulle behandlas i kommittén. Kommittén skulle pröva tillkännagivandet i relation till att utdelandet av utmärkelser inom Svärdsorden återupptas.
En allmän utgångspunkt skulle vara att statligt anställda inte bör tilldelas belöning på det automatiska sätt som skedde före 1974. Politiskt förtroendevalda eller politiskt anställda bör i denna egenskap inte tilldelas belöning under den tid som uppdraget eller anställningen pågår. Kommittén skulle inte ta ställning till den närmare regleringen kring ordnarna, utan den ska som tidigare återfinnas i ordnarnas stadgar. Vid sidan om den parlamentariska kommitténs arbete skulle samråd ske mellan Kungl. Maj:ts Orden och företrädare för kommittén om ändringar i ordnarnas stadgar. Samrådet skulle genomföras dels i syfte att ta fram stadgar för Vasaorden och Svärdsorden, dels i syfte att anpassa stadgarna för Nordstjärneorden till att dess utmärkelser ska kunna tilldelas svenska medborgare, dels i syfte att överväga en förändring avseende vilka grader det skulle finnas inom de befintliga ordnarna samt hur ordnar skulle få bäras. Tillämpningen av möjligheten att dra tillbaka en ordensförläning skulle ingå i samrådet.

## Förtjänstutredningens slutbetänkande
Slutbetänkandet överlämnades till regeringen den 21 september 2021 och bestod av tre delar: själva slutbetänkandet SOU 2021:74, en bilaga med en omfattande rättslig utredning utförd av Martin Sunnqvist, docent i juridik vid Lunds Universitet samt en illustrationsbilaga över rikets främsta utmärkelser utförd av Försvarsmaktens heraldiske konstnär Henrik Dahlström.

### Grundprinciper för förläningar
Kommittén underströk att det nya belöningssystemet inte skulle innebära en tillbakagång till det äldre system där svenska ordnar och medaljer i hög utsträckning förlänades tjänstemän utifrån deras anställningstid och tjänsteställning. Förslaget innebar att det endast är förtjänstfulla insatser som skall belönas med rikets främsta utmärkelser vilket kommittén definierade som de statliga förtjänstordnarna och regeringens belöningsmedaljer. Såväl svenska som utländska medborgare föreslogs kunna komma ifråga för utmärkelser.
En förtjänstfull insats beskrivs av Förtjänstutredningen som "en insats som har stor betydelse för samhället, en insats som går utöver det som kan förväntas av en person inom det område där personen verkar. Dessa kan vara punktinsatser eller livsgärningar av stor betydelse för samhället, exempelvis en livräddande insats, en vetenskaplig bedrift, en insats för vård och omsorg, insatser inom kultur eller utbildningsområdet eller inom näringslivet."

### Ordensrådet
För att välja vilka som ska belönas inom det nya systemet föreslog Förtjänstutredningen att ett självständigt råd inrättas. Rådet skall placeras inom Kungl. Maj:ts Orden och skall bestå av lägst 8 och högst 10 ledamöter som utses på förord av regeringen. Vem som helst skall kunna skicka in nomineringar av förtjänta personer att granskas av rådet. Sammanställda förslag omfattande namnen på de personer som föreslås, motiveringen bakom tilldelningen samt den föreslagna ordensgraden eller valet mellan medaljvalör av guld eller silver när så är tillämpligt föreslogs därefter insändas av rådet till regeringen. Regeringens förord skall därefter skickas till Kungl. Maj:ts Orden där konungen i ordenskapitel tar beslut om förläning. Rådet ålades också att publicera en årsrapport där det redogör för sitt arbete.
Ordensrådet skulle få till uppgift enligt Förtjänstutredningen att "befästa ett allmänt förtroende för ordensväsendet. Förtroende kan främst uppnås genom de förläningar som delas ut, men också genom rådets sammansättning som bör återspegla det svenska samhället av i dag. Även rådets arbetsformer bör präglas av ett modernt och öppet förhållningssätt."

### Användningsområden och grader
Vad gäller användningsområdena för de statliga ordnarna föreslog Förtjänstutredningen att Nordstjärneorden tilldelas med tonvikt på insatser med anknytning till offentlig verksamhet medan Vasaorden företrädesvis skulle tilldelas för insatser inom privat verksamhet. Svärdsorden föreslogs tilldelas militär personal för insatser inom det militära området. Vad gäller Serafimerorden framgår det av författningskommentaren att denna "används för medlemmar av det svenska kungahuset samt företrädesvis till utländska statschefer vid statsbesök och därmed jämställda".
Avseende graderna skrev Förtjänstutredningen att "Graden inom respektive orden bör spegla den relativa vikten av den förtjänstfulla insatsen. Förtjänstfulla insatser utförda inom ett och samma verksamhetsområde eller samhällssektor kan ha olika stor betydelse och inverkan. Den grad som en mottagare erhåller återspeglar detta. Det innebär också möjligheten att en tidigare mottagare i särskilda fall, efter noggrann prövning, kan bli föremål för att vid senare tillfälle föreslås tilldelas en högre grad, alternativt erhålla en utmärkelse inom en annan av ordnarna."

### Reglering och stadgar
Förtjänstutredningen föreslog också att en ny reglering genom en av regeringen beslutad Förordning om vissa statliga utmärkelser skulle ersätta ordenskungörelsen för att markera skillnaden mot 1974 års reform som syftade till att inskränka utdelandet av ordnar som belöningsmedel. Denna nya förordning föreslogs träda i kraft den 1 januari 2023 och innebär att ordenskungörelsen samtidigt upphävs.
Vidare föreslog Förtjänstutredningen att nya stadgar för Svärdsorden och Vasaorden och uppdaterade stadgar för Nordstjärneorden skulle tas fram av Kungl. Maj:ts Orden och därefter godkännas av regeringen och fastställas av ordenskapitlet i enlighet med den ordning som gällt sedan 1974. Möjligheten att återkalla en ordensförläning ansåg Förtjänstutredningen alltjämt kunna regleras i stadga, precis som oavbrutet varit fallet sedan 1952.

### Den internationella belöningsmedaljen
Kommittén prövade i enlighet med sina direktiv också om det fanns ett behov av en ny internationell belöningsmedalj för särskilt berömvärda internationella insatser men kom fram till att detta behov bortföll i och med att utdelningar av utmärkelser inom ordensväsendet återupptas. Svärdsorden kommer att användas för militär personal. För övrig personal i internationella insatser skulle i första hand Nordstjärneorden med tillhörande medalj och i vissa fall Vasaorden med tillhörande medalj kunna tilldelas för sådana insatser.

### Jämställdhet och mångfald
Förtjänstutredningen menade att kvinnor hittills varit starkt underrepresenterade i statistiken över de utmärkelser som delats ut inom ordensväsendet och regeringens utmärkelser, men hävdade att det är sannolikt att det nya systemets breda ansats vad gäller insatser som påverkar hela samhället kommer påverka fördelningen av utmärkelser vilket bidrar till att könsfördelningen blir jämställd. Till skillnad från hur ordensväsendet användes innan 1974 är det avsikten att det moderna belöningssystemet ska identifiera insatser utifrån ett mycket bredare perspektiv jämfört med det som belönades innan ordensreformen 1974. Därmed bör enligt utredningen det nya systemet leda till att fler personer från olika delar av samhället kommer bli belönade för de insatser de utfört för det svenska samhället.

### Politikerrestriktionen
Kommittén föreslog också att politiskt förtroendevalda och politiskt anställda inte ska tilldelas belöning under den tid som uppdraget eller anställningen pågår. Kommittén bedömde att personer ur denna krets endast kan prövas för belöning av insatser som inte har en direkt koppling till partipolitiskt engagemang. För det fall det föreligger en indirekt partipolitisk koppling i den insats som belönas kan en belöning endast ske under förutsättning att den insats eller det uppdrag som ligger till grund för belöningen har avslutats när beslutet fattas. Detta för att undanröja risken att belöningssystemet ska framstå som politiskt färgat.

### Remiss
Förtjänstutredningens betänkande lämnades ut på remiss den 22 september 2021 med remisstid till den 22 december 2021. En klar majoritet av remissinstanserna svarade positivt på kommitténs samtliga förslag, vilket framgick ur regeringens proposition.

## Proposition
Regeringen beslutade att lägga fram en proposition 2021/22:232 Ett modernt offentligt belöningssystem och de allmänna flaggdagarna den 13 april 2022. Propositionen överlämnades till riksdagen och publicerades på regeringens hemsida den 19 april 2022. Propositionen följde i allt väsentligt Förtjänstutredningens förslag.

## Riksdagsbeslut om genomförande
Riksdagens behandlade under perioden maj och juni 2022 regeringens proposition i konstitutionsutskottet. Endast Vänsterpartiet reserverade sig för att avslå propositionens förslag om en belöningsreform. Den 15 juni 2022 röstade riksdagen om konstitutionsutskottets betänkande 2021/22:KU39, Ett modernt offentligt belöningssystem och de allmänna flaggdagarna. Med 274 ja-röster mot 23 nej-röster beslutade riksdagen att bifalla utskottets förslag och därmed godkänna de riktlinjer som regeringen föreslog om: 
1. ett nytt centralt system för offentlig belöning
2. principer för belöning inom det offentliga belöningssystemet
3. nominering till belöning inom det offentliga belöningssystemet
4. beredning av belöningsärenden i det offentliga belöningssystemet
5. beslut om utmärkelser i det offentliga belöningssystemet

## Ikraftträdande
Den 15 december 2022 beslutade regeringen om Förordning (2022:1800) om Sveriges främsta utmärkelser, som trädde i kraft 1 februari 2023. Genom förordningen upphävdes ordenskungörelsen från 1974.
Enligt förordningen ska stadgar för Serafimer-, Svärds-, Nordstjärne- och Vasaordnarna fastställas av Kungl. Maj:ts Orden, men först sedan de godkänts av regeringen. Detta skedde vid regeringssammanträde den 2 februari och extraordinarie ordenskapitel den 15 februari 2023. Vid ordenskapitlet utsågs även ledamöter i det nya ordensrådet, på förslag av regeringen. Till ordförande i rådet utsågs Björn von Sydow.

## Första beslutet om ordensförläningar
Den 21 mars 2024 beslutade regeringen att förorda ett att ett antal personer, på förslag från ordensrådet, skulle belönas med ordnar. Regeringen överlämnade sitt förslag till kungen, som samma dag fattade det formella beslutet om utmärkelserna i extra ordenskapitel.  Detta var det första tillfället på 50 år som svenska riddarordnar tilldelats svenska medborgare.
Överlämnandet av ordensutmärkelserna ägde sedan rum vid en ordensförläningsceremonin i Vita havet på Stockholms slott den 31 maj 2024.